# Nedoklan, Razgrad
Nedoklan (în bulgară Недоклан) este un sat în comuna Razgrad, regiunea Razgrad,  Bulgaria. 

## Demografie
Componența etnică a satului Nedoklan
     Bulgari (13,88%)
     Turci (74,53%)
     Nicio identificare (11,57%)
     Altele (0%)
La recensământul din 2011, populația satului Nedoklan era de 216 locuitori. Din punct de vedere etnic, majoritatea locuitorilor (74,53%) erau turci, cu o minoritate de bulgari (13,88%). Pentru 11,57% din locuitori nu este cunoscută apartenența etnică.